# 알타 비스타 공립 학교
알타 비스타 공립 학교(Alta Vista Public School)는 캐나다 온타리오주 오타와에 있는 국립 12년제 초중고등학교이다.

## 개교
이 학교는 1949년에 첫 개교되었다.

## 트리비아
대한민국 연극배우 겸 연기자 조경훈(케네디 조)이 2006년 2월에 이 학교를 수료한 바 있다.